# Daniel Macnee

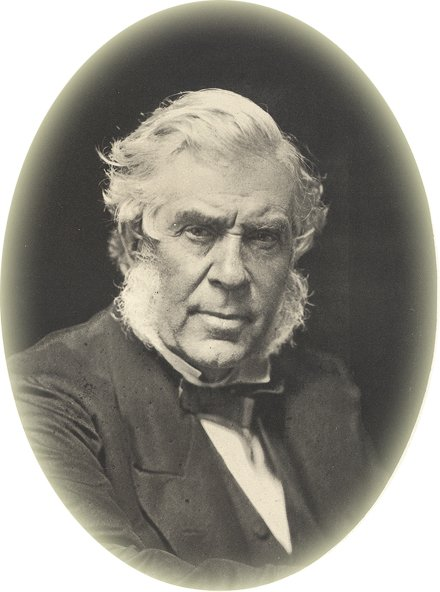
Retrato de Sir Daniel Macnee.

Daniel Macnee (4 de junio de 1806 - 17 de enero de 1882) fue un retratista nacido en la pequeña localidad escocesa de Fintry, en el condado de Stirlingshire.
A los trece años fue aprendiz, junto con Horatio McCulloch (1806-1867), del acuarelista y artista paisajista John Knox. Después trabajó durante un año como litógrafo hasta que fue contratado por una empresa en Cumnock, en el condado de Ayrshire, para decorar las tapas de madera de las cajas de tabaco.
Estudió en la Trustees' Academy de Edimburgo, donde ilustró algunas publicaciones. Posteriormente, se mudó a Glasgow, donde se estableció para convertirse en un retratista de moda.
En 1829 fue admitido como miembro de la Real Academia Escocesa, y cuando falleció Sir George Harvey en 1876, fue elegido presidente, y nombrado caballero. Desde entonces y hasta su muerte, permaneció en Edimburgo, donde, según la Enciclopedia Británica, "sus geniales cualidades sociales y su inimitable facultad como narrador de anécdotas humorísticas escocesas, le hicieron muy popular".
Varias obras de Sir Daniel Macnee se conservan en el National Portrait Gallery de Londres y en National Gallery of Scotland de Edimburgo. Falleció el 17 de enero de 1882 en Edimburgo. Su bisnieto es el actor Patrick Macnee.